# Roser repent
El roser repent (Rosa arvensis) és un arbust de la família de les rosàcies. També rep el nom de rosa silvestre, roser bord o roser de pastor.

## Descripció
És una planta en forma de liana baixa, que mesura entre 50 cm i 2 metres d'alçada. Té les tiges primes, amb agullons corbats i febles.
Les fulles són compostes, blanes, normalment amb 7 pecíols petits, d'1 a 2 cm. Són de color verd mat, dentades a la part superior, i enteres a mesura que ens acostem a la base.
Les flors mesuren entre 2 i 5 cm i són de color blanc. Apareixen soles o en petits grups, sostingudes per pedicel·les llargs, de 2 a 4 cm. Tenen la corol·la formada per 5 pètals. Floreix entre els mesos de juny i juliol.
El fruit té forma ovoide, de color vermell i de 0,5 a 2 cm.

## Distribució i hàbitat
La seva distribució és eurosiberiana, habitualment en boscos caducifolis i zones plujoses de muntanya.
A Catalunya es pot trobar bàsicament als vessants del Montseny, el Montnegre i el Moianès, entre els 600 i els 1.400 metres d'altitud.